# Kiroro
키로로(Kiroro, 일본어: キロロ)는 일본 오키나와현 출신의 2인조 대중음악 듀오이다. 일본에서 주로 활동하고 있으며, 순수한 멜로디가 특징이 이들의 음악은 한국, 대만 등의 가수에 의해 번안되기도 했다. 그룹 이름인 Kiroro는 순수한 일본어가 아니라 아이누어 토대로 만든 이름이다.
1996년 인디 데뷰하였고, 1998년 1월 〈오랫동안〉(長い間)으로 메이져 데뷰하여 같은 해 6월 〈미래로〉(未来へ)를 발표했다. 1998년, 1999년, 2001년 NHK 홍백가합전에 출연했다.

## 멤버
- 보컬: 타마시로 치하루(玉城 千春 1977년 4월 17일~)
- 피아노, 건반: 킨조 아야노(金城 綾乃 1977년 8월 15일~)

## 내력
두 사람은 오키나와 현립 요미탄 고등학교의 동급생이었다. 졸업 후 타마시로는 나가사키의 대학에, 킨죠는 의료관련 전문학교에 진학하여 재학 중이던 1996년에 인디즈로 데뷔했다.
1998년 1월에 메이저 데뷔, 1998년, 1999년, 2001년에 NHK 홍백가합전에 출장했다.